# Cọc xiên người

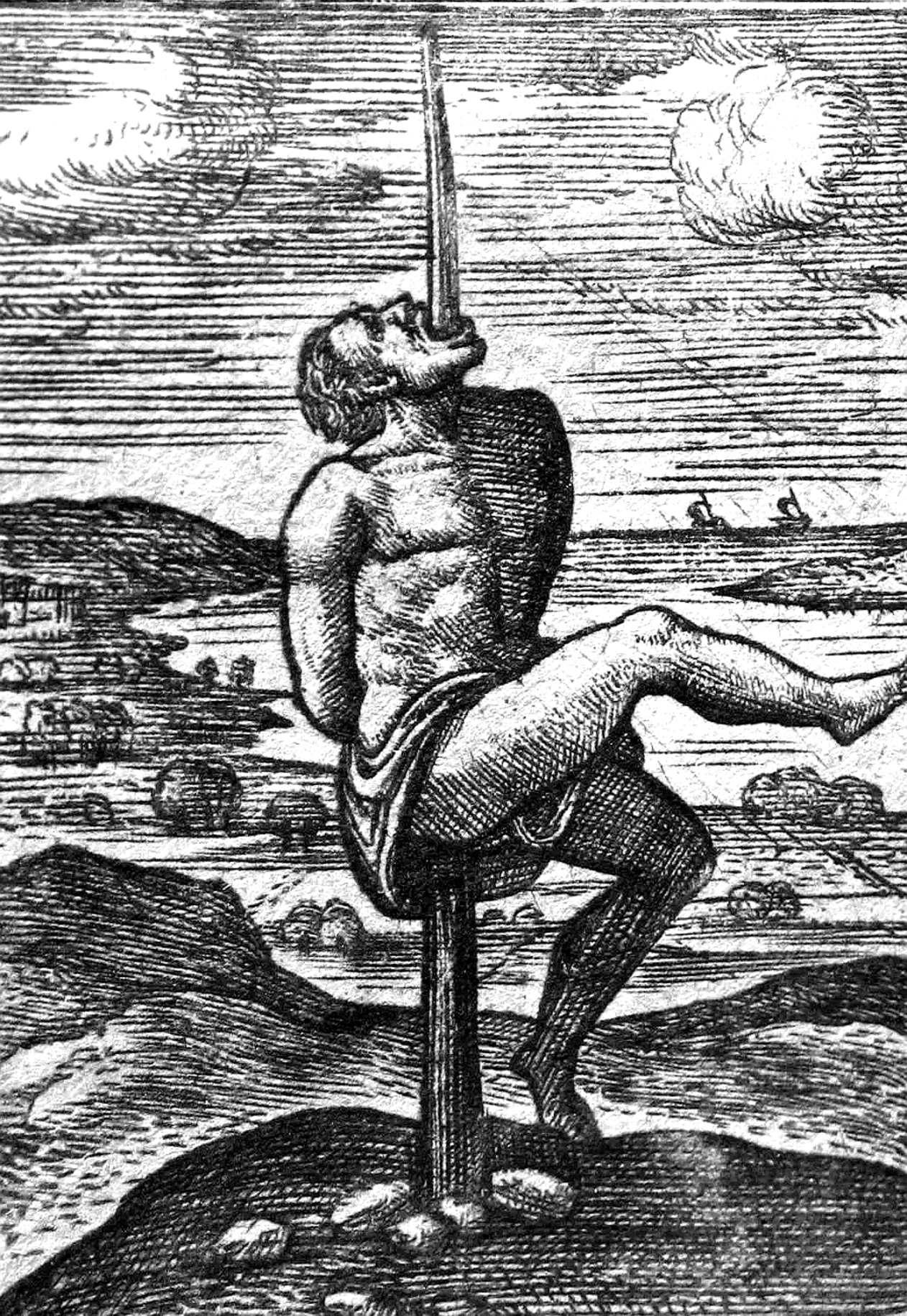
Bản chạm khắc của Justus Lipsius mô tả một người đàn ông bị xử tử bằng đóng cọc.

Cọc xiên người hay đóng cọc là một phương pháp tra tấn, hành hình tội phạm bằng cách dùng một vật thể sắc nhọn, chẳng hạn cọc, cột, giáo, móc, gây ra chấn thương xuyên thấu hoặc tác động làm thủng một phần thân cơ thể. Hình phạt này thường chỉ được áp dụng cho những tội danh "chống lại nhà nước". Trong nhiều nền văn hóa, thần thoại cũng như các sản phẩm nghệ thuật khác nhau, đóng cọc là phương pháp hành hình khắc nghiệt, tàn bạo nhất. Vào thời chiến, nhiều quốc gia sử dụng nó như một công cụ để đàn áp, khủng bố giới bất đồng cũng như trừng phạt những kẻ phản quốc hoặc bất tuân quân lệnh.
Những tội danh chịu tác động của phương thức xử tử này bao gồm âm mưu thực hiện những vụ trộm cướp chống lại chính sách bảo hộ của nhà nước trong giao thương cũng như vận tải, cướp mộ, vi phạm chính sách hoặc độc quyền của nhà nước hoặc phá vỡ các tiêu chuẩn buôn bán. Nhiều lý do văn hóa, tình dục và tôn giáo cũng được đặt lên bàn cân phán xét của phương thức ghê rợn này.
Các tài liệu tham khảo về phương thức hành hình này được tìm thấy sớm nhất ở Babylonia và Đế quốc Tân Assyria vào thế kỷ 18 trước Công nguyên.

## Các phương thức thực hiện

### Đóng cọc theo chiều dọc

Trong nhiều trường hợp, việc xiên cọc một cá nhân theo chiều dọc đã được ghi nhận. Thương gia Jean de Thevenot đã cung cấp một báo cáo mục kích trực tiếp sự kiện này vào thế kỉ thứ 17 ở Ai Cập. Theo đó, một người đàn ông Do Thái lĩnh án tử hình vì cân gian trong buôn bán:
Họ bắt tội nhân nằm sấp xuống, trói hai tay anh ta lại, rồi họ rạch một đường nơi hậu môn anh ta, nhét vào trong ấy một nhúm hồ bột chuẩn bị sẵn để cầm máu. Sau đó, họ bôi mỡ vào một cái cọc đã được vót nhọn và sắc rồi thúc mạnh vào phần dưới của anh ta. Họ dùng một cái búa to để đóng cho nó sâu vào bên trong, cứ thế cho đến khi chiếc cọc xuyên qua, nhô ra từ ngực, vai hoặc đầu tử tội. Lúc ấy, họ sẽ nâng anh ta lên và dựng chiếc cọc cắm dở sâu xuống đất rồi bỏ mặc anh ta ở đấy trong vòng một ngày trời. Có hôm tôi bắt gặp một tử tội vật vã trên chiếc cọc rào trong ba giờ đồng hồ. Anh ta sẽ không chết ngay, vì chiếc cọc đâm không đủ sâu để xuyên ra ngoài bất kỳ phần nào trên cơ thể. Những kẻ thừa lệnh cũng dùng một sợi giây, một cái giá nhằm cố định, không cho sức nặng cơ thể khiến anh ta lún sâu thêm xuống chiếc cọc, tránh cho anh ta chết ngay tức thì. Anh ta rên rỉ vì đau đớn, đung đưa qua lại như vậy trong nhiều giờ, nhăn nhó cầu xin những người lạ mặt đi ngang hãy kết liễu anh ta đi. Sau bữa trưa, Quốc vương sai người đến giải thoát cho anh ta, đơn giản bằng cách làm cho chiếc cọc xuyên qua ngực. Xác anh ta treo lủng lẳng ở đó đến sáng hôm sau, cho đến khi có người đến gỡ nó xuống vì bốc mùi hôi thối.

#### Thời gian sống sót

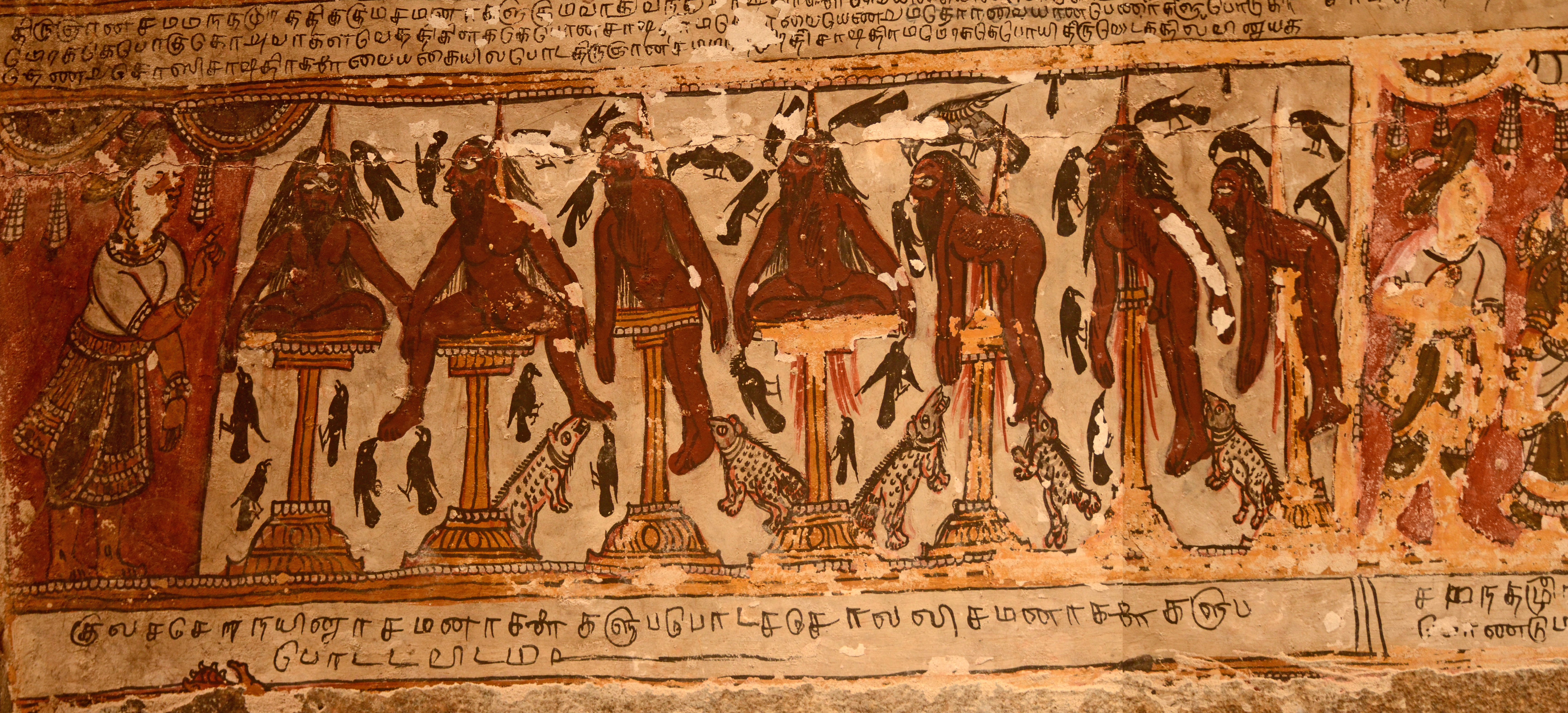
Bức tranh treo tường trên trần nhà ở Avudaiyarkoil tại quận Pudukottai, Tamil Nadu, Ấn Độ mô tả một cảnh đóng cọc.

Khoảng thời gian ghi nhận sống sót của một cá nhân khi bị đóng cọc thường không cố định, có thể chỉ kéo dài vài giây hoặc vài phút, có trường hợp vài giờ. Tuy nhiên vẫn có trường hợp kéo dài từ 1 đến 3 ngày. Các lãnh chúa Hà Lan tại Batavia dường như đặc biệt thành thạo trong việc kéo dài thời gian sống. Có người từng chứng kiến một người đàn ông sống sót sau 6 ngày ghim trong cọc, vài người khác thì nghe các thầy lang địa phương bảo rằng một số người có thể sống sót sau 8 ngày. Yếu tố quan trọng, có lẽ quyết định trực tiếp đến thời gian sống sót dường như chính là cách thức đặt cọc: Nếu chiếc cọc đi vào các bộ phận "bên trong", các cơ quan nội tạng quan trọng có thể dễ dàng bị phá hủy, dẫn đến cái chết nhanh chóng. Tuy nhiên, bằng cách để chiếc cọc men theo chiều dài cột sống, quá trình xử tử sẽ không làm tổn thương các nội quan và tử tội có thể sống sót trong vài ngày.

### Theo chiều ngang
Ngoài ra, cọc xiên người cũng có thể được thực hiện theo chiều ngang, chiều từ trước ra sau, có nghĩa là thông qua bụng, ngực hoặc xuyên trực tiếp qua tim đến lưng hoặc ngược lại.
Ở Đế quốc La Mã thần thánh (và nhiều nơi khác ở Trung / Đông Âu), những người phụ nữ giết trẻ sơ sinh của họ được đặt trong những ngôi mộ mở, và những chiếc cọc được đập vào trái tim họ, đặc biệt nếu trường hợp của họ có bất kỳ ngụ ý nào về phù thủy. Một mô tả chi tiết về một cuộc hành quyết được thực hiện theo cách này xuất phát từ Košice thế kỷ 17 (lúc đó ở Hungary, nay thuộc miền đông Slovakia). Đó là vụ án xử tử một người phụ nữ vì tội giết trẻ sơ sinh được thực hiện bởi một kẻ hành quyết và hai trợ lý. Đầu tiên, họ sẽ đào sẵn một cái hố sâu một sải tay rưỡi và đặt người phụ nữ vào trong đó. Họ sẽ cố định hai tay hai chân của cô bằng cách đóng những chiếc đinh xuyên qua chúng. Tên đao phủ sau đó đặt một bụi gai nhỏ trên mặt cô. Sau đó, hắn ta cầm một cây gậy ấn lên ngực cô để đánh dấu vị trí trái tim, trong khi những trợ lý của hắn sẽ lấp đất lên người phụ nữ nhưng vẫn chừa lại phần đầu nhô lên khỏi lớp đất theo lệnh của giáo sĩ, bởi vì nếu không thì cô sẽ chết ngay. Khi những tay trợ lý lấp hết đất lên rồi, tên đao phủ đã dùng kẹp lấy ra một cây gậy làm bằng sắt đã được nung nóng đỏ. Hắn sẽ đặt cây gậy sắt phát sáng bên cạnh cây gậy gỗ lúc nãy. Khi một trong những trợ lý của tay đao phủ đập cây gậy sắt vào, người trợ lý kia sẽ trút một nắm đất lên cái rãnh dưới đầu người phụ nữ. Người ta chỉ nghe được vỏn vẹn một tiếng hét, rồi mặt đất hơi rung chuyển lên trên một lát trước khi mọi thứ kết thúc.

### Biến thể

#### Gaunching

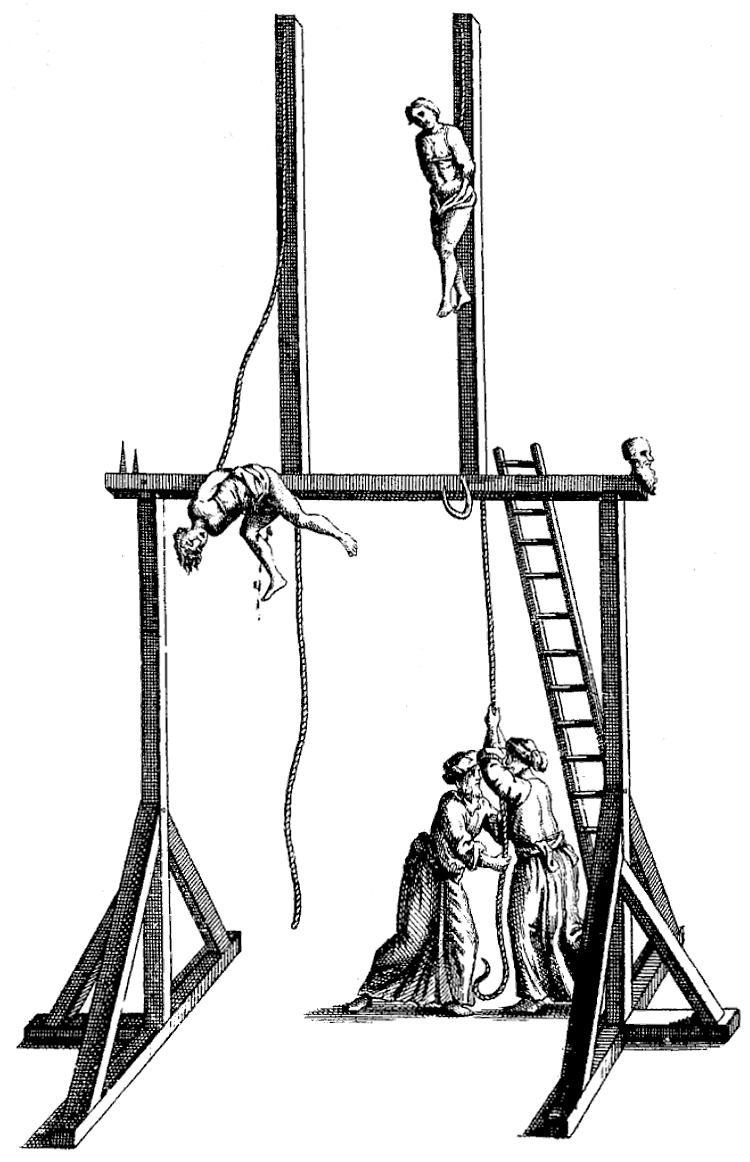
Hình ảnh gốc lấy từ phiên bản năm 1741 của Tournefort: "Gaunche, một loại hình phạt được sử dụng trong cộng đồng người Thổ Nhĩ Kỳ."

Joseph Pitton de Tournefort, trong chuyến du hành nghiên cứu về thực vật học đến Levant những năm 1700–1702 đã có dịp chứng kiến phương thức đóng cọc thông thường, nhưng cũng kịp quan sát một phương thức khác gọi là "gaunching". Tử tội sẽ bị treo lên trên một sợi dây thừng và gắn cơ thể vào chiếc móc kim loại sắc nhọn. Sợi dây sau đó sẽ được thả ra cho rơi tự do. Phụ thuộc vào độ sâu của lưỡi câu khi xâm nhập vào cơ thể, anh ta có thể sống sót trong tình trạng bị xiên trong vài ngày. Trước thời đại của Tournefort 40 năm, de Thévenot cũng đề cập đến một phương thức gần như tương tự, tuy nhiên nó hiếm khi được sử dụng vì quá tàn nhẫn. Năm 1579, tức là trước cả thời của Thevenot đến 80 năm, Hans Jacob Breuning von Buchenbach cũng tận mục sở thị một biến thể khác của nghi thức này. Theo đó, một cái móc sắt lớn được cố định trên thanh ngang của giá treo cổ và tử tội sẽ bị buộc vào cái móc này. Chiếc móc sẽ đâm xuyên qua người anh ta từ bụng đến lưng. Điều này có nghĩa là tử tội sẽ hoàn toàn lơ lửng trên không trung với tay, chân và đầu hướng xuống phía dưới. Đứng trên đỉnh của thanh ngang, tên đao phủ sẽ thực hiện vô số đòn tra tấn đối với người đàn ông ở dưới mình.

## Sự thật lịch sử:

### Malaysia
Ở Malaysia trước 1960s, có 1 đạo luật gọi là Adat, cấm phụ nữ ngoại tình. Thiếu nữ nào phạm tội ngoại tình sẽ bị xử đâm cây gỗ vào hậu môn đến chết. Tiếng Malay gọi là "Hukum Sula". Hình phạt này được coi là du nhập vào Malay khi Hồi Giáo được truyền vào nước này, lan truyền đến cả các quốc gia như Indonesia, Singapore và được các Sultan chấp nhận làm cách xử tử chính cho phụ nữ. Rất phổ biến trong khu vực.
Đầu tiên, nữ phạm bị bắt nằm úp xuống đất, 2 tay trói sau lưng, có người dùng kìm lớn giữ chặt cổ cô ta xuống nền đất và giữ chặt, 2 người ghì chặt 2 bên hông, 2 chân bị kéo dạng ra rồi trói cả 2 cổ chân vào 2 đoạn dây thừng buộc vào 2 chiếc cọc gỗ ở 2 bên và căng dây hết mức có thể. Mục đích để cô ta không thể cựa quậy, giãy giụa khi đao phủ thi hành án. Sau đó, người ta sẽ chuẩn bị 1 chiếc cọc gỗ to gần bằng cổ tay người, dài khoảng 1m-2m tùy mục đích. Để tránh nữ nhân không chết ngay, cọc gỗ phần đầu được vót không nhọn mấy. Đao phủ chính sẽ dùng sức, từ từ đâm vào hậu môn cô ta khoảng 15 cm rồi giữ chặt. Sau đó, trợ lý đao phủ sẽ dùng chiếc búa gỗ đóng thật mạnh và đều vào đáy cọc. Cây cọc sẽ từ từ đâm dọc theo cơ thể nữ phạm nhân. Xiên lên đến dạ dày. Rồi họ cởi trói và dựng chiếc cọc gỗ ghim cơ thể cô gái cắm vào một cái lỗ được đào sẵn trên mặt đất. Bỏ mặc nạn nhân chịu đau đớn, dày vò trong 2-3 ngày mới chết.
Thế kỷ 18, 1 cô gái xinh đẹp tên Mahsuri đã bị xử tử oan bằng cách này. Vì quá ghen tị trước nhan sắc của Mahsuri nên nhiều phụ nữ khác đã vu oan cho cô ngoại tình khi chồng vắng nhà. May mắn thay, đao phủ chọc chệch hướng làm tổn thương 1 phần phổi nên nàng chết sau khi dựng cọc 1 tiếng.

### Trung Đông
Nhà sử học hồi giáo Muhammad Ibn Tulun, đã ghi chép về các vụ xử tử trong lòng đế chế Mamluk tại vùng Levant:
Năm 1496, tại 1 phiên tòa, 2 đàn ông và 1 phụ nữ bị bắt vì tội giết người cướp của. Đại diện Sultan hạ lệnh xiên cọc qua hậu môn cả 3 bằng những thanh gỗ gần cái mương đối diện chuồng ngựa. 2 người đàn ông chết nhanh, còn người phụ nữ vẫn sống sót trên cây cọc, ả ta nói chuyện với mọi người đi ngang qua và mọi người cũng bắt đầu tò mò bắt chuyện với ả về cảm giác ả đang chịu. Đến tận buổi chiều. Nóng lòng, đại diện Sultan ra lệnh rút cọc ra và thông lại, lần này cô ta chết hẳn. Đó là 1 ngày kinh hoàng với mọi người quanh đó.

### Ottoman
Đây là cách xử tử chính ở đế quốc Ottoman trong các cuộc chiến tranh xâm lược cũng như đối với tội phạm trong đế chế. Nam bị xiên qua hậu môn, nữ bị xiên qua âm hộ. Đôi khi là ngược lại.
Trong cuộc diệt chủng người Assyria và Armenia, các vụ xiên cọc diễn ra rất phổ biến.
Aurora Mardiganian, 1 người sống sót sau vụ diệt chủng Armenia (1915–1923), đã phàn nàn về cảnh 16 cô gái trẻ người Armenia bị đóng đinh vào thập giá bởi quân Ottoman trong bộ phim Auction of Souls (1919) của Mỹ, dựa vào cuốn sách Ravished Armenia của bà. Bà ta tuyên bố những hình ảnh đó là sai sự thật:
"Những người Thổ đã không làm thập giá kiểu đó. Họ làm ra những cái cọc nhọn đầu. Lũ Thổ lột sạch quần áo các cô gái. Và đè ra hiếp dâm. Sau khi thỏa mãn, chúng bắt các cô ngồi lên những cọc gỗ vót nhọn đầu, đâm vào âm hộ. Đó là cách chúng giết người. Người Mỹ đã làm phim 1 cách văn minh hơn do họ không muốn những sự thật kinh khủng như vậy truyền đến tai nhiều người. Thay vào đó là sự dối trá ngọt ngào"
1 tu sĩ người Nga thăm 1 ngôi làng Cơ Đốc Giáo bị tàn phá ở tây bắc Ba Tư. Ông ta cho rằng đã có nhiều cái xác bị phân hủy của người dân bị xiên cọc còn sót lại. Ông ta viết: "Những cái xác bị cố định vào cái cọc chặt đến nỗi không thể rút ra. Buộc phải chôn cất họ cùng cái cọc."

### Rumani
Vương công Vlad Dracula cũng học theo người Ottoman để chống lại kẻ thù và cai trị thần dân bằng hình phạt xiên cọc.

### Anh
Thế kỷ 12, 1 lãnh chúa Norman đã dùng hình phạt xiên cọc gỗ qua hậu môn đối với người phạm tội trong lãnh địa của mình. Bất kể là nam hay nữ.

### Trung Quốc
Ở Trung Quốc, hình phạt này được ghi chép bắt đầu từ thời nhà Thanh.
Tên gọi của hình phạt này là Thứ Hình: Thứ hình chỉ dùng một cọc gỗ cắm trong đất, phạm nhân ngồi trên cọc gỗ, để cọc gỗ cắm vào từ hậu môn, thông lên đến miệng hoặc xuyên ra ở ngực. Vua Ung Chính đã xử tử 1 người phóng uế gần Hoàng Lăng bằng cách này.
Nó còn có 1 biến thể là Phích Lịch Xa (Xe Sét Đánh): Đây là khổ chuyên dùng cho các nữ nhân cấu kết gian phu mưu hại trượng phu. Còn gọi là kỵ mộc lừa, nghĩa là dùng lừa gỗ, trên thân lừa có cắm một cọc gỗ nhỏ như ngón tay, thập phần khô ráp. Nữ phạm sẽ bị ấn ngồi lên lưng lừa nhiều lần, cọc gỗ sẽ đâm vào âm hộ hoặc hậu môn nàng, gây ra tổn thương thể xác.
Về sau, người ta dùng gỗ Đàn Hương vì nó có mùi thơm và không thấm máu. Họ bắt nạn nhân nằm úp, lấy cọc thẳng vót nhọn rồi 1 người đặt đầu nhọn vào dưới xương cụt nạn nhân chọc vào và giữ, 1 người dùng búa gõ đều đều vào đáy cọc. Sao cho cọc đâm từ hậu môn xuyên lên đến gáy. Rồi sau đó trói phạm nhân vào cây. 2-3 ngày sau mới chết.

### Nam Phi
Thế kỷ 18, vua Shaka Zulu - người thống nhất các bộ lạc quanh vùng tạo nên nước Zulu, đã áp dụng cách hành hình đóng cọc qua hậu môn với kẻ thù cùng gia đình chúng. Các binh sĩ bị kết tội hèn nhát hay những người phụ nữ bị kết tội là phù thủy đều bị hành hình bằng cách này.
Loại cọc gỗ dài 40 cm được dùng chủ yếu. Đâm vào hậu môn rồi lấy búa gỗ gõ.